# Płazy Europy
Płazy Europy – lista przedstawicieli gromady płazów zasiedlających Europę. W artykule tym opisano ewolucję i rozmieszczenie europejskich płazów, a także zagrożenia oraz metody ich ochrony, a następnie wymieniono wszystkie dotychczas (stan na 04.09.2023) opisane gatunki płazów występujące w Europie.

## Ewolucja i rozmieszczenie

### Czynniki, które ukształtowały obecne rozmieszczenie europejskich płazów
W Europie występują wyłącznie przedstawiciele płazów bezogonowych i ogoniastych, brak natomiast płazów beznogich. Spośród rodzin płazów bezogonowych i ogoniastych żadna nie jest endemiczna dla Europy, występują natomiast endemiczne gatunki płazów. Na poziomie niektórych rodzin obserwuje się dysjunkcje zasięgu taksonów, co widoczne jest np. u odmieńca jaskiniowego (Proteus anguinus), występującego w Górach Dynarskich i będącego jedynym europejskim gatunkiem rodziny odmieńcowatych, której inni przedstawiciele z rodzaju Necturus spotykani są w Ameryce Północnej. Jest to spowodowane faktem, iż Europa i Ameryka Północna tworzyły kiedyś superkontynent Laurazję, co umożliwiło niektórym gatunkom swobodne przemieszczanie się pomiędzy obszarami leżącymi obecnie na różnych kontynentach.
Pomimo iż większość z europejskich gatunków płazów istniała w miocenie ponad 5 milionów lat temu, w ciągu ostatnich paru milionów lat kilka czynników klimatycznych i geologicznych wpłynęło na obecne rozmieszczenie płazów europejskich, a także doprowadziło do powstania nowych gatunków. Do owych czynników zalicza się:
- epoki lodowe występujące w plejstocenie. Okresy te (zwane zlodowaceniami) charakteryzowały się występowaniem lądolodu na znacznym obszarze kontynentu oraz spadkiem temperatur powietrza. Ostatnie z takich zlodowaceń, zlodowacenie północnopolskie, trwało około 100 tysięcy lat i zakończyło się około 11,7 tys. lat b2k. Płazy – jako zwierzęta zmiennocieplne – nie były w stanie przetrwać okresu zlodowaceń, co doprowadziło do wymarcia populacji północnych lub ich migracji na południe. Podczas epok lodowych płazy występowały wyłącznie w refugiach (ostojach) na Półwyspie Iberyjskim, Apenińskim oraz południowej części Półwyspu Bałkańskiego, które charakteryzowały się wyższymi temperaturami oraz bardziej stabilnym klimatem. Owe odizolowane populacje występujące w różnych refugiach niekiedy różnicowały się w odrębne gatunki. Podczas okresów międzylodowcowych (jeden z nich trwa również obecnie) wzrost temperatur umożliwiał płazom rekolonizację północnej Europy. W paru przypadkach nie doszło do ponownej kolonizacji obszarów północnych przez niektóre populacje. Jest to widoczne np. u podgatunku traszki górskiej Ichthyosaura alpestris cyreni w północnej Hiszpanii, której pozostałe populacje gatunku występują od środkowej i zachodniej Francji do południowej Polski (jest to tzw. dysjunkcja zasięgu). Wśród gatunków płazów, którym udało się ponownie skolonizować obszary leżące poza refugiami, należy wymienić grzebiuszkę gibraltarską (Pelobates cultipres), która rozprzestrzeniła się z Półwyspu Iberyjskiego wzdłuż francuskiego wybrzeża Atlantyku. Inne gatunki, takie jak ropucha paskówka (Epidalea calamita), zasiedliły ponownie znaczne obszary Europy Środkowej i Północnej. Niekiedy obserwowano również ponowny kontakt populacji odizolowanych w różnych refugiach. Zjawisko to widoczne jest np. w środkowych Niemczech w strefie kontaktu (ang. Contact zone) salamandry plamistej (Salamandra salamandra), gdzie jeden z podgatunków (S. s. terrestris) wyewoluował w Hiszpanii, a drugi (S. s. salamandra) na Półwyspie Bałkańskim. Na niektórych obszarach (np. Wielka Brytania) nie doszło do ponownej kolonizacji, co znacząco zmniejszyło bogactwo gatunkowe płazów[6][7][8],

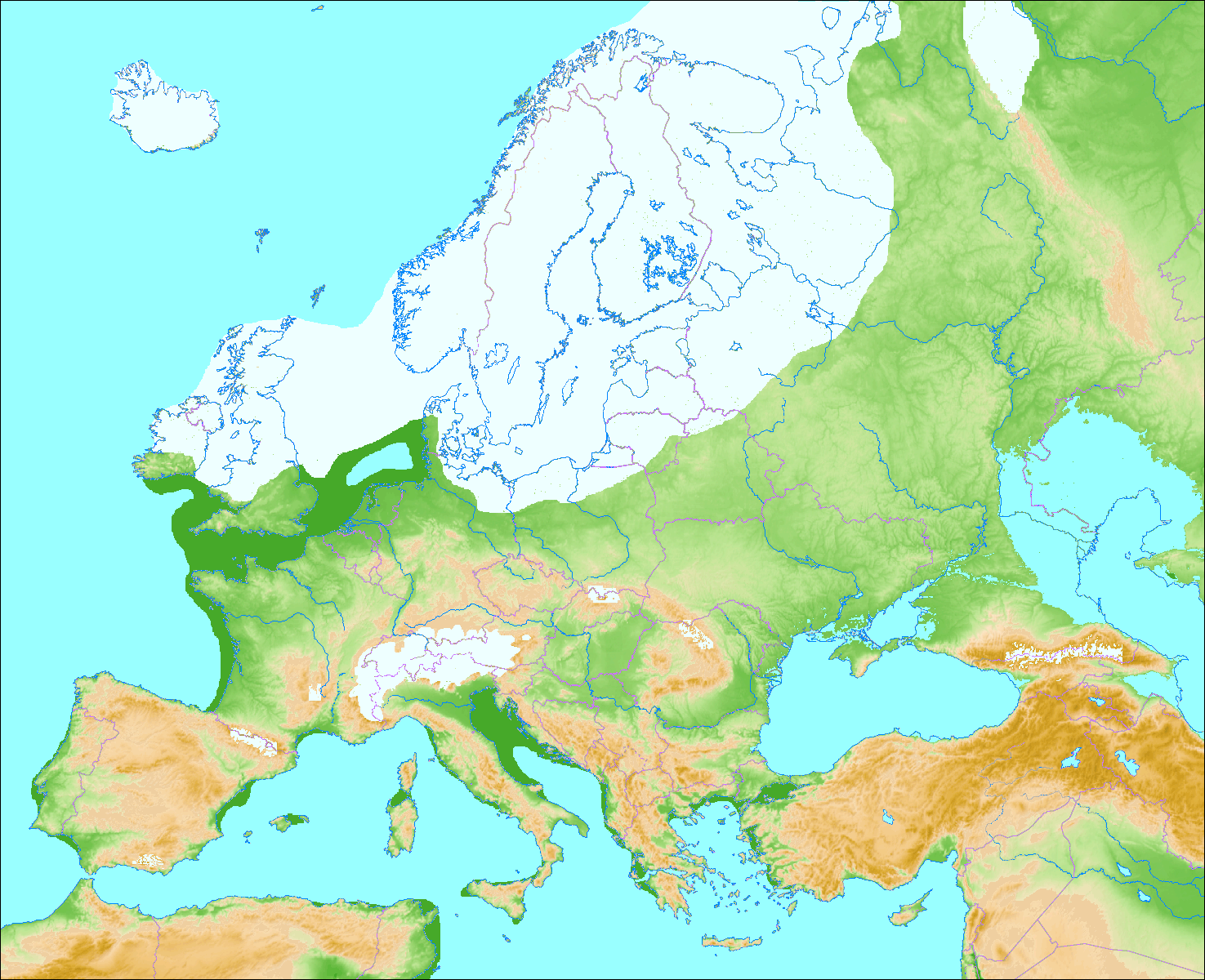
Zasięg lądolodu w Europie podczas zlodowacenia północnopolskiego

- kryzys messyński, który rozpoczął się 5,96 miliona lat temu i spowodowany był epizodami otwierania się i zamykania cieśnin w rejonie Gibraltaru, co doprowadzało do zasychania Morza Śródziemnego[9]. Pod koniec kryzysu (5,33 miliona lat temu) basen Morza Śródziemnego został ponownie zalany wodami Atlantyku, co odcięło płazom występującym na wyspach takich jak Korsyka, Sardynia czy Kreta dostęp do stałego lądu i doprowadziło do zróżnicowania się populacji wyspowych w nowe gatunki[5],
- dyspersja z innych kontynentów. Niektóre gatunki płazów występujące obecnie w Europie wyewoluowały na innych kontynentach. Do czynników umożliwiających kolonizacje przez nie Europy należą m.in. pomosty lądowe wynikające np. z zamarzania mórz i oceanów podczas zlodowaceń, kolizje płyt tektonicznych doprowadzające do orogenezy obszarów będących wcześniej pod wodą. W przeszłości Europa posiadała lądowe połączenie z Afryką (na obecnym obszarze Cieśniny Gibraltarskiej). Do innych pomostów lądowych należała także cieśnina Bosfor, co umożliwiło zasiedlenie Europy przez żabę Pelophylax bedriagae. Ponadto niektóre gatunki, takie jak ropucha zielona (Bufotes viridis), wyewoluowały w środkowej Azji, a do Europy dotarły dzięki korytarzom ekologicznym łączącym te dwa kontynenty[7][10],
- lokalne bariery klimatyczne i topograficzne. We Włoszech Apeniny stanowią barierę pomiędzy dwoma populacjami płazów ogoniastych z rodzaju Salamandrina, co doprowadziło do powstania dwóch odmiennych gatunków. Na Półwyspie Iberyjskim z kolei suchy klimat uniemożliwił niektórym gatunkom zasiedlenie terenów oddalonych od wybrzeży Atlantyku i Morza Śródziemnego, co doprowadziło do izolacji i ewolucji gatunków i podgatunków płazów bezogonowych z rodzajów Alytes i Pelodytes[8]. Niektóre płazy, takie jak płazy ogoniaste z rodzaju Speleomantes, cechują się niewielkimi zdolnościami do dyspersji (i tym samym do migracji między różnymi populacjami), co doprowadziło do powstania stosunkowo dużej liczby gatunków na niewielkim obszarze. Inne, jak np. ropucha szara (Bufo bufo), mogą występować w wielu rodzajach siedlisk, co umożliwiło im skolonizowanie bardzo dużej części Europy[11].

Ponadto, w przypadku kilku gatunków płazów doszło do introdukcji mającej miejsce stosunkowo niedawno, jak i w czasach starożytnych.

### Obecna różnorodność płazów Europy
Batrachofauna Europy w porównaniu z innymi kontynentami uważana jest za bardzo ubogą. Obecnie na kontynencie tym wyróżnia się około 100 gatunków płazów, z czego mniej więcej 75% jest endemicznych dla Europy. Na początku XXI wieku liczba opisanych gatunków znacząco wzrosła, co spowodowane było lepszym zbadaniem batrachofauny południowej Europy oraz rozwojem badań molekularnych i genetycznych prowadzących do zmian taksonomicznych zaobserwowanych np. w rodzaju Bufo.
Obecnie wśród europejskich płazów wyróżnia się następujące typy rozmieszczenia:
- CA1 – gatunki występujące na Półwyspie Iberyjskim oraz zachodniej Francji (np. rzekotka śródziemnomorska, Hyla meridionalis),
- CA2 – gatunki Europy Zachodniej (np. pętówka babienica, Alytes obstericans),
- CA3 – gatunki rozpowszechnione w całej Europie (np. ropucha szara, Bufo bufo),
- CA4 – gatunki występujące w Pirenejach (np. traszka pirenejska, Calotrition asper),
- CA5 i CA6 – gatunki występujące na Korsyce i Sardynii oraz wzdłuż południowego wybrzeża Morza Śródziemnego (np. traszka sardyńska, Euproctus platycephalus),
- CA7 – gatunki z Półwyspu Apenińskiego (np. Hyla intermedia),
- CA8 – gatunki występujące na Kaukazie (np. nurzaniec kaukaski, Pelodytes caucasicus),
- CA9 – gatunki występujące w Alpach oraz Górach Dynarskich (np. salamandra czarna, Salamandra atra).

Ogólne bogactwo gatunkowe jest najwyższe w Europie Środkowej i Zachodniej, co spowodowane jest rekolonizacją tych obszarów z kilku odrębnych refugiów oraz stosunkowo wilgotnym klimatem umiarkowanym. W zachodniej Francji na przykład w niektórych zbiornikach wodnych występuje pięć różnych gatunków płazów bezogonowych. W przypadku gatunków endemicznych dla Europy bogactwo gatunkowe jest największe w Europie Zachodniej, jako że duża część płazów Europy Środkowej występuje również w Azji. Do krajów z największą liczbą gatunków płazów należą Włochy, Francja oraz Hiszpania. Na Islandii z kolei nie występuje ani jeden gatunek płaza.
W skali regionalnej obszary charakteryzujące się największą liczbą gatunków endemicznych to Sardynia, Korsyka, Majorka, Sycylia, południowe Wyspy Egejskie, a także niektóre tereny na Półwyspie Bałkańskim oraz na Kaukazie. Włochy natomiast zostały uznane za jedyny europejski hotspot bioróżnorodności płazów (miejsce charakteryzujące się występowaniem dużej liczby gatunków endemicznych).

## Zagrożenia i ochrona

### Zagrożenia
W wydanej w 2009 roku European Red List of Amphibians (Europejska Czerwona Księga Płazów) podano, że populacja 59% europejskich gatunków płazów maleje, a 23% gatunków jest zagrożonych wyginięciem. Obecnie do najważniejszych zagrożeń dla europejskich płazów zalicza się:
- Utratę i fragmentację siedlisk. Czynniki te uznawane są za główną przyczynę spadku rozmiarów populacji płazów w Europie. Eksploatacja siedlisk doprowadza do utraty łąk, lasów, a przede wszystkich terenów podmokłych, co prowadzi do zaniku miejscowych populacji płazów. Ponadto, fragmentacja siedlisk wynikająca często z obecności dróg samochodowych rozdzielających poszczególne populacje płazów (a także prowadzących do dużej śmiertelności płazów przejeżdżanych przez samochody) doprowadza do braku migracji pomiędzy populacjami (i wynikającym z tego inbreedingu) oraz utrudnia płazom dotarcie do zbiorników rozrodczych[17][18].
- Zmiany klimatu. Spekuluje się, że globalne ocieplenie może wpłynąć na rozmieszczenie europejskich płazów i będzie miało szczególnie negatywny wpływ na gatunki o małych zdolnościach do dyspersji oraz tych z ograniczonym zasięgiem. Co więcej, ocieplenie to może doprowadzić do szybszego wysychania okresowych zbiorników wodnych używanych przez płazy do rozrodu. Zjawisko to zauważalne jest już na niektórych obszarach strefy śródziemnomorskiej. Ponadto, zmiany klimatyczne mogą również doprowadzić do zmian fenologicznych w rozrodzie oraz zwiększyć rozmiary dziury ozonowej, tym samym zwiększając ilość promieniowania UV-B docierającego do ziemi i zagrażającego płazom[19].

- Patogeny. Do najważniejszych patogenów zagrażających europejskim płazom zaliczyć należy grzyby Batrachochytrium dendrobatidis oraz B. salamandrivorans powodujące chorobę chytridiomikozę, dziesiątkującą płazie populacje na całym świecie[19]. Obecność B. dendrobatidis w Europie została po raz pierwszy stwierdzona w 2000 roku wśród płazów bezogonowych pochodzących z importu z Ameryki Południowej. W 2001 roku chytridiomikoza wykryta została w Hiszpanii, gdzie doprowadziła do znaczącego spadku w populacji pętówki babienicy (Alytes obstericans) w Parque Natural de la Cumbre, Circo y Lagunas de Peñalara. Obecność B. dendrobatidis została dotychczas stwierdzona również m.in. we Włoszech, Szwajcarii, Portugalii, Wielkiej Brytanii. Należy wymienić, że niektóre gatunki europejskich płazów są odporne na infekcje B. dendrobatidis, a inne, jak np. inwazyjna żaba rycząca (Lithobates catesbeianus), mogą stanowić wektor ułatwiający rozprzestrzenianie się choroby[20]. B. salamandrivorans został po raz pierwszy opisany w 2013 roku[21]. Infekcje obserwuje się praktycznie wyłącznie u płazów ogoniastych[21][22]. Grzyb ten występuje endemicznie w Azji Wschodniej, a do jego rozprzestrzenienia doszło w związku z międzynarodowym handlem płazami ogoniastymi jako zwierzętami domowymi[22]. W Holandii chytridiomikoza spowodowana przez ten gatunek grzyba doprowadziła do spadku populacji salamandry plamistej o 99,9%[23][24]. Szacuje się, że w Europie B. salamandrivorans może doprowadzić do spadku liczebności populacji 30 gatunków płazów ogoniastych oraz doprowadzić do całkowitego wymarcia 10 z owych gatunków[25]. Do innych patogenów zagrażających europejskim płazom należą wirusy z rodzaju Ranavirus (doprowadzające np. do spadku populacji ropuchy szarej w Wielkiej Brytanii lub pętówki babienicy w Hiszpanii), bakterie Aeromonas hydrophilia czy muchy ropuszanki[19][20].
- Gatunki inwazyjne, takie jak pstrąg tęczowy, ryby z rodzaju Gambusia, czy rak sygnałowy żywiące się jajami i larwami płazów, co powoduje spadek w rozmiarach populacji niektórych płazów bezogonowych. Na lądzie płazy mogą padać ofiarami introdukowanego szopa pracza, co jest szczególnie widoczne na Kaukazie. Zagrożenie stanowić mogą również inwazyjne gatunki płazów, takie jak platana szponiasta (Xenopus laevis) czy żaba rycząca pochodzące z innych kontynentów lub europejskie gatunki płazów introdukowane na nowych obszarach. W obu tych przypadkach obce gatunki płazów mogą wypierać rodzimą batrachofaunę[26].
- Nadmierny odłów w celach kulinarnych[26].

### Ochrona

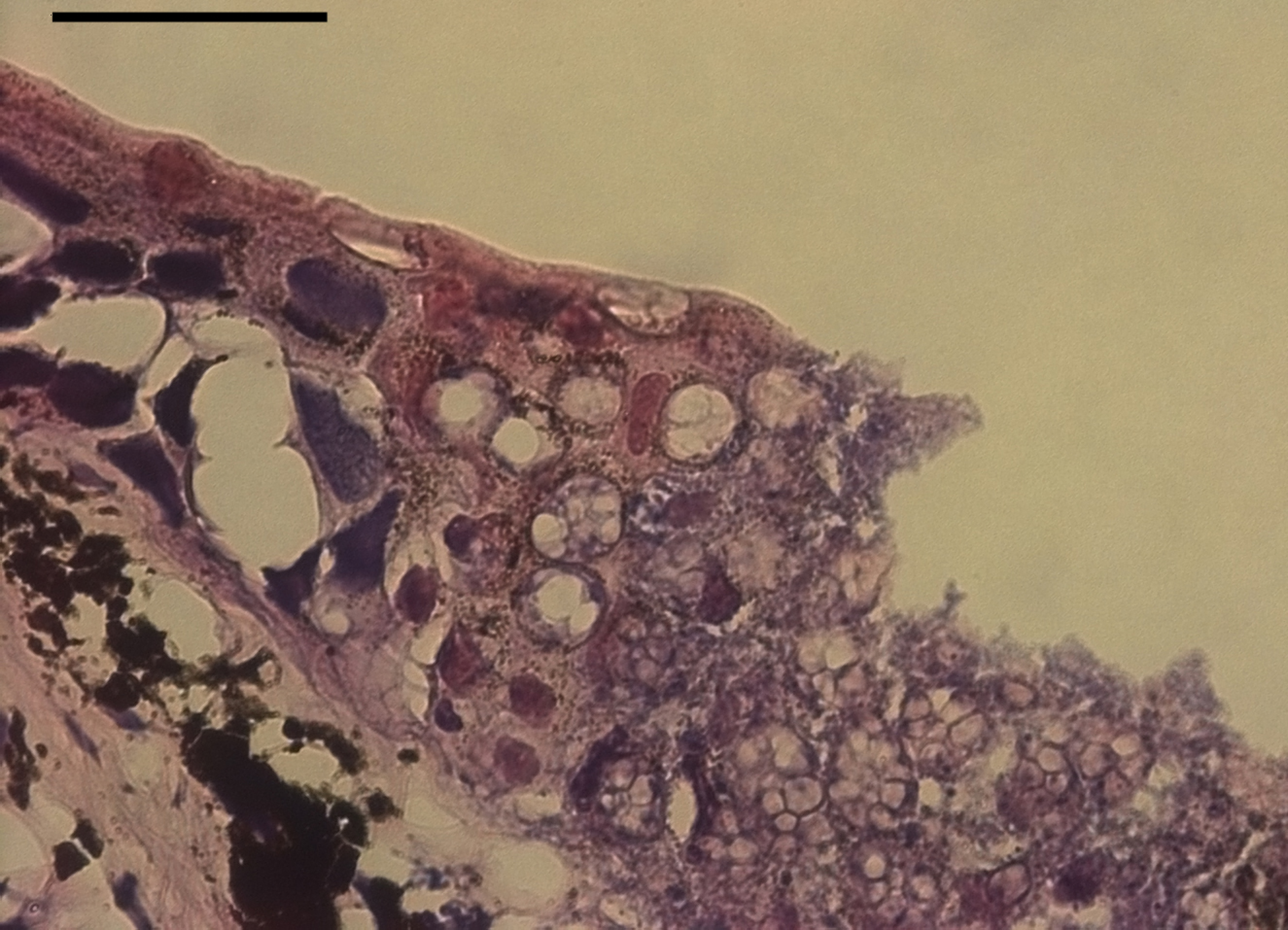
Skóra salamandry plamistej zainfekowanej Batrachochytrium salamandrivorans

Kraje europejskie, w tym kraje członkowskie Unii Europejskiej, są sygnatariuszami kilku konwencji mających na celu ochronę bioróżnorodności, w tym płaziej. Do owych konwencji należy m.in. konwencja o ochronie gatunków dzikiej flory i fauny europejskiej oraz ich siedlisk (zwana również konwencją berneńską) z 1979 roku, Konwencja Alpejska z 1991 roku oraz konwencja o różnorodności biologicznej z 1992 roku. W ramach konwencji berneńskiej, zrzeszającej wszystkie europejskie kraje oraz niektóre afrykańskie, organizowane są warsztaty i seminaria dotyczące ochrony płazów, a także rozwinięto konkretne plany ochrony niektórych gatunków, jak np. Rana latastei. Ponadto, w Unii Europejskiej obowiązuje dodatkowo tzw. dyrektywa siedliskowa z 1992 roku, mająca na celu zahamowanie spadku populacji i rozmiarów siedlisk znajdujących się na terenie UE, a także utrzymanie stabilnych trendów populacji w dłuższej perspektywie. Dyrektywa ta zawiera 6 załączników. Państwa członkowskie Unii Europejskiej są zobowiązane do wydzielenia obszarów ochrony (obszary Natura 2000) dla gatunków wymienionych w załączniku II (jak np. jaskinnica cętkowana, Speleomantes supramontis). Gatunki wymienione w załączniku IV (np. traszka sardyńska, Euproctus platycephalus) wymagają ścisłej ochrony. W związku z powyższym wiele z zagrożonych gatunków płazów europejskich występuje na obszarach Natura 2000 objętych ochroną i pokrywających 18% powierzchni Unii Europejskiej. Ponadto, programy ochrony niektórych płazów gatunków płazów, takich jak pętówka balearska, Alytes muletensis, finansowane są przez LIFE+, instrument finansowy Unii Europejskiej, a dla ochrony płazów ogoniastych przed B. salamandrivorans utworzony został specjalny projekt The European Bsal Action Plan. Część gatunków jest również chroniona przez ustawodawstwo krajowe i regionalne.

## Lista płazów Europy

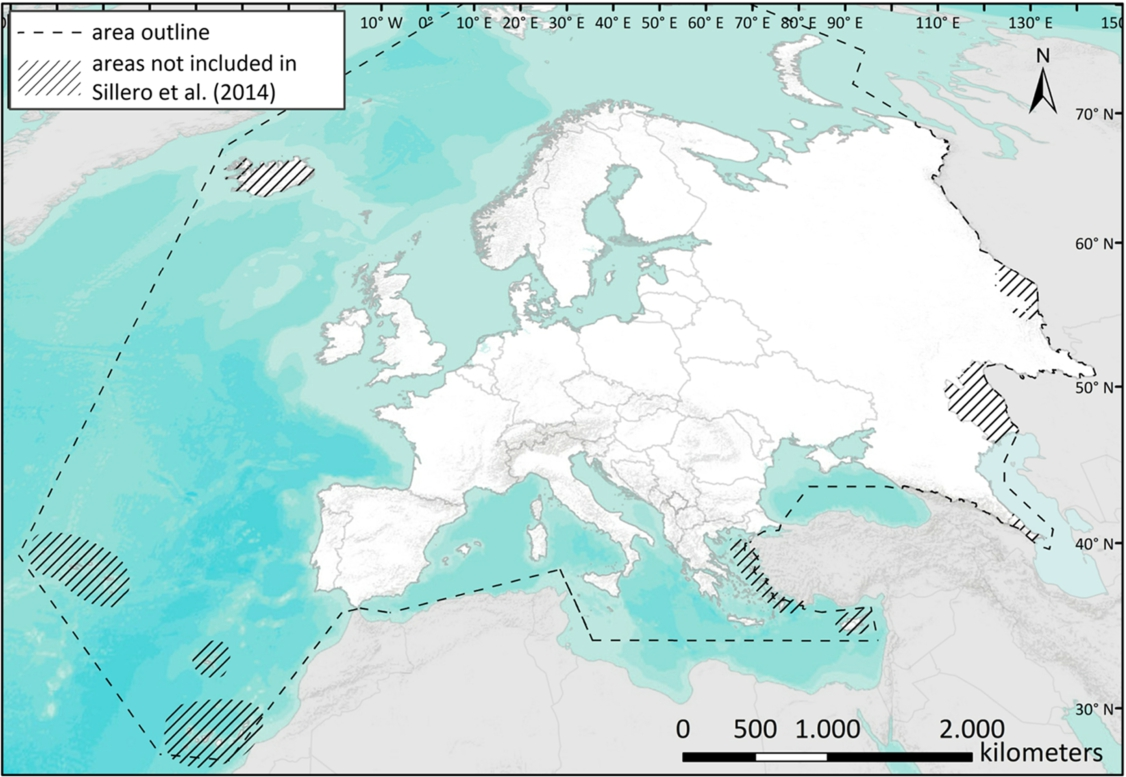
Mapa obszaru uznanego za Europę w artykule Speybroeck i in. (2020), którego granicę wyznacza przerywana linia. Obszary zakreślone linią wykazują rozszerzenia tego obszaru w porównaniu do poprzedniego artykułu badającego rozmieszczenie płazów w Europie.

Lista gatunków płazów występujących w Europie jest w dużej mierze oparta na liście przedstawionej w artykule Speybroeck i in. (2020). W artykule tym za tereny europejskie uznano te, które znajdują się w internetowym katalogu Fauna Europaea oraz te zaliczone do Europy we wcześniejszych badaniach dot. rozmieszczenia płazów na tym kontynencie. W związku z powyższym do terenów europejskich (mapa po prawej stronie) wliczono również m.in. Cypr, który traktowany jest zazwyczaj jako państwo azjatyckie. W zamieszczonej w tej sekcji liście przyjęto te same kryteria taksonomiczne i geograficzne jak w artykule Speybroeck i in. (2020). Ponadto do listy dodano również gatunki, którym nadano status podgatunku w badaniu Speybroeck i in. (2020), a które zostały wymienione jako osobne gatunki w atlasie europejskich płazów Amphibians of Europe, North Africa and the Middle East wydanej w 2019 roku przez herpetologa Christophe’a Dufresnesa (będącego jednocześnie jednym ze współautorów artykułu Speybroeck i in. (2020)). Kontrowersje dotyczące dokładnej pozycji taksonomicznej niektórych gatunków zostały opisane dokładniej w sekcji Uwagi. W internetowej bazie danych AmphibiaWeb ostatnim nowym gatunkiem płazów zasiedlających tereny europejskie jest Bufotes cypriensis, który wymieniony został również w badaniu Speybroeck i in. (2020), co sugeruje, że lista ta jest w bardzo dużej mierze aktualna (stan na 04.09.2023).
Lista ta jest podzielona na mniejsze części odpowiadające poszczególnej rodzinie płazów i zawiera następujące sekcje:
- Nazwa – nazwa naukowa i polska (jeżeli istnieje) gatunku.
- Zdjęcie – grafika przedstawiająca osobnika danego gatunku.
- Kategoria zagrożenia IUCN – kategoria określająca stopień zagrożenia wyginięciem danego gatunku zawarta w czerwonej księdze gatunków zagrożonych publikowanej przez Międzynarodową Unię Ochrony Przyrody (IUCN). Dokładny opis poszczególnych kategorii znajduje się w artykule czerwona księga gatunków zagrożonych.
- Zasięg występowania – opis obszaru, na którym regularnie występują osobniki danego gatunku z dokładniejszym opisem terenów leżących w Europie.
- Uwagi – najnowsze (tzn. te z XXI wieku) zmiany taksonomiczne, którym poddanym był dany gatunek oraz ewentualny opis różnych poglądów dotyczących dokładnej pozycji taksonomicznej gatunku. W tej sekcji zawarto również inne, ważne w kontekście danego gatunku, informacje.

### Caudata – płazy ogoniaste

#### Hynobiidae –kątozębne
Większość płazów ogoniastych z rodziny kątozębnych, blisko spokrewnionych ze skrytoskrzelnymi (Cryptobranchidae), występuje w Chinach i Japonii. W Europie spotykany jest wyłącznie jeden przedstawiciel rodziny, kątoząb syberyjski.
| Rodzaj Salamandrella                            | Rodzaj Salamandrella         | Rodzaj Salamandrella      | Rodzaj Salamandrella | Rodzaj Salamandrella                                                                                                   |
| Nazwa                                           | Zdjęcie                      | Kategoria zagrożenia IUCN | Zasięg występowania | Uwagi |
| ----------------------------------------------- | ---------------------------- | ------------------------- | --- | --- |
| Salamandrella keyserlingii – kątoząb syberyjski | Salamandrella keyserlingii 1 |                           | Gatunek kosmopolityczny – rozpowszechniony w Rosji; spotykany również w północnych Chinach i Mongolii oraz na japońskiej wyspie Hokkaido. W Europie występuje w Rosji od obwodu archangielskiego na północy przez obwód kostromski do Republiki Mari El na południu. | Posiada najbardziej rozległy zasięg występowania ze wszystkich gatunków płazów na świecie – wynosi on 12 milionów km². |

#### Plethodontidae –bezpłucnikowate
Jest to największa rodzina płazów ogoniastych. Większość z nich (98%) spotykana jest w Ameryce Północnej, gdzie najprawdopodobniej wyewoluowała cała rodzina. Jednakowoż w kredzie późnej przedstawiciele bezpłucnikowatych przekroczyli Cieśninę Beringa, po czym dotarli do Europy. Obecnie w Europie spotykane są gatunki zaliczane zazwyczaj do endemicznego dla tego kontynentu rodzaju Speleomantes. Pozycja taksonomiczna rodzaju nie jest do końca ustalona, część badaczy zalicza europejskich przedstawicieli bezpłucnikowatych do rodzaju Hydromantes, skupiającego gatunki spotykane w Stanach Zjednoczonych. Ponadto jaskinnica sardyńska (S. genei) zaliczana jest czasami do monotypowego rodzaju Atylodes. Europejscy przedstawiciele bezpłucnikowatych występują w południowo-wschodniej Francji i we Włoszech (w tym na Sardynii). Są to średnich rozmiarów płazy o długich, smukłych kończynach i wyłupiastych oczach. Gatunki te cechują się głównie nocną aktywnością i spotykani są w jaskiniach i jamach, ale również w lasach. Jaja składają w wilgotnych szczelinach pomiędzy kamieniami.
| Rodzaj Speleomantes                             | Rodzaj Speleomantes                                                          | Rodzaj Speleomantes       | Rodzaj Speleomantes | Rodzaj Speleomantes |
| Nazwa                                           | Zdjęcie                                                                      | Kategoria zagrożenia IUCN | Zasięg występowania | Uwagi |
| ----------------------------------------------- | ---------------------------------------------------------------------------- | ------------------------- | --- | --- |
| Speleomantes ambrosii – jaskinnica zmienna      | BennyTrapp Ambrosis Höhlensalamander Speleomantes ambrosii Italien           |                           | Włoskie prowincje La Spezia i Massa Carrara. Introdukowana również we francuskich Pirenejach przy granicy z Hiszpanią. | Podgatunek S. ambrosii bianchii stanowi być może osobny gatunek.                                                        |
| Speleomantes flavus – jaskinnica żółta          | BennyTrapp Monte-Albo-Höhlensalamander Speleomantes flavus Sardinien Italien |                           | Wyłącznie wapienny masyw Monte Albo w północno-wschodniej Sardynii.                                                    | |
| Speleomantes genei – jaskinnica sardyńska       | Speleomantes genei                                                           |                           | Wyłącznie południowo-zachodnia część Sardynii (region Sulcis-Iglesiente).                                              | Gatunek umieszczany czasami w monotypowym rodzaju Atylodes.                                                             |
| Speleomantes imperialis – jaskinnica cesarska   | Hydromantes-imperialis-hoehlensalamander                                     |                           | Wyłącznie środkowa i wschodnia część Sardynii (prowincje Nuoro, Oristano i Cagliari).                                  | |
| Speleomantes italicus – jaskinnica włoska       | BennyTrapp Speleomantes italicus                                             |                           | Wyłącznie Apeniny Północne i Środkowe.                                                                                 | |
| Speleomantes sarrabusensis                      | Speleomantes imperialis serrabusensis01                                      |                           | Wyłącznie okolica góry Monte dei Sette Fratelli w południowo-wschodniej części Sardynii.                               | Opisany po raz pierwszy w 2001 roku jako podgatunek jaskinnicy cesarskiej. Od 2007 roku traktowany jako osobny gatunek. |
| Speleomantes strinatii – jaskinnica francuska   | Benny Trapp Speleomantes strinatii                                           |                           | Południowo-wschodnia Francja oraz północno-zachodnie Włochy.                                                           | |
| Speleomantes supramontis – jaskinnica cętkowana | Speleomantes supramontis02                                                   |                           | Środkowo-wschodnia część Sardynii (pasmo górskie Supramonte).                                                          | |

#### Proteidae –odmieńcowate
Do rodziny odmieńcowatych należy mniej niż 10 gatunków płazów ogoniastych. Rodzina ta podzielona jest na dwa rodzaje – Necturus, którego przedstawiciele spotykani są w Ameryce Północnej – oraz monotypowy rodzaju Proteus, którego jedynym przedstawicielem jest europejski endemit, odmieniec jaskiniowy zasiedlający jaskinie.
| Rodzaj Proteus                          | Rodzaj Proteus                             | Rodzaj Proteus            | Rodzaj Proteus | Rodzaj Proteus                                                                                    |
| Nazwa                                   | Zdjęcie                                    | Kategoria zagrożenia IUCN | Zasięg występowania | Uwagi                                                                                             |
| --------------------------------------- | ------------------------------------------ | ------------------------- | --- | ------------------------------------------------------------------------------------------------- |
| Proteus anguinus – odmieniec jaskiniowy | Proteus anguinus Postojnska Jama Slovenija |                           | Góry Dynarskie – od południowej Słowenii i północno-wschodnich Włoch przez obszary na zachodzie Chorwacji do rzeki Trebišnjicy w południowej Bośni i Hercegowinie. Być może występuje także w Czarnogórze. Introdukowany również w regionie Vicenza w północno-wschodnich Włoszech. | Badania genetyczne dowiodły, że takson ten może być w rzeczywistości grupą gatunków kryptycznych. |

#### Salamandridae –salamandrowate
Do rodziny tej należy ponad 100 gatunków, z czego około 1/3 występuje w Europie. Przedstawiciele salamandrowatych spotykani są w prawie każdym europejskim kraju, a bogactwo gatunkowe jest mniejsze na południowych obszarach kontynentu. Wszystkie gatunki salamandrowatych w Europie cechują się aktywnością nocną i spotykane są zazwyczaj na podmokłych terenach charakteryzujących się bujną roślinnością. Gatunki zasiedlające północną i środkową część Europy hibernują podczas zimy. Te z terenów południowych natomiast rozmnażają się zimą i wczesną wiosną, a w lecie przechodzą w stan estywacji. W Europie spotykani są przedstawiciele 11 rodzajów należących do rodziny salamandrowatych, z czego 4 (Calotriton, Chioglossa – rodzaj monotypowy, Euproctus oraz Salamandrina) są endemiczne dla Europy.
| Rodzaj Calotriton                               | Rodzaj Calotriton                                                            | Rodzaj Calotriton         | Rodzaj Calotriton | Rodzaj Calotriton |
| Nazwa                                           | Zdjęcie                                                                      | Kategoria zagrożenia IUCN | Zasięg występowania | Uwagi |
| ----------------------------------------------- | ---------------------------------------------------------------------------- | ------------------------- | --- | --- |
| Calotriton arnoldi                              | BennyTrapp Montseny-Gebirgsmolch Calotriton arnoldi Montseny-Gebirge Spanien |                           | Wyłącznie w pasmie górskim Montseny w hiszpańskiej Katalonii. | W 2005 roku traszkę pirenejską przeniesiono do przywróconego rodzaju Calotrition (wraz z nowo opisanym Calotriton arnoldi) ze względu na polifiletyzm rodzaju Euproctus, do którego traszka pirenejska była dotychczas zaliczana. |
| Calotriton asper – traszka pirenejska           | Tritó Pirinenc                                                               |                           | Pireneje na granicy Francji, Andory i Hiszpanii – od La Jonquera na wschodzie do Sierra de Aralar na zachodzie. Północną granicę zasięgu wyznacza St. Jean Pied de Port, a południową – Montseny. | W 2005 roku traszkę pirenejską przeniesiono do przywróconego rodzaju Calotrition (wraz z nowo opisanym Calotriton arnoldi) ze względu na polifiletyzm rodzaju Euproctus, do którego traszka pirenejska była dotychczas zaliczana. |
| Rodzaj Chioglossa                               |                                                                              |                           | | |
| Nazwa                                           | Zdjęcie                                                                      | Kategoria zagrożenia IUCN | Zasięg występowania | Uwagi |
| Chioglossa lusitanica – salamandra luzytańska   | Benny Trapp Chioglossa lusitanica Spanien                                    |                           | Wilgotne obszary północno-zachodniego Półwyspu Iberyjskiego. Spotykany od Kantabrii w Hiszpanii do pasma górskiego Serra da Estrela w środkowej Portugalii. | |
| Rodzaj Euproctus                                |                                                                              |                           | | |
| Nazwa                                           | Zdjęcie                                                                      | Kategoria zagrożenia IUCN | Zasięg występowania | Uwagi |
| Euproctus montanus – traszka korsykańska        | Euproctus montanus, left lateral view                                        |                           | Wyłącznie francuska wyspa Korsyka. | |
| Euproctus platycephalus – traszka sardyńska     | Euproctus platycephalus01                                                    |                           | Wyłącznie Sardynia (głównie wschodnia część wyspy). | |
| Rodzaj Ichthyosaura                             |                                                                              |                           | | |
| Nazwa                                           | Zdjęcie                                                                      | Kategoria zagrożenia IUCN | Zasięg występowania | Uwagi |
| Ichthyosaura alpestris – traszka górska         | Тритон гірський або альпійський (Ichthyosaura alpestris)                     |                           | Spotykany na większości obszarów północno-zachodniej, środkowej, wschodniej oraz południowo-wschodniej Europy – od wybrzeża Atlantyku we Francji do Karpat ukraińskich. Ponadto, introdukowana w Holandii, Niemczech, Wielkiej Brytanii, a także w Nowej Zelandii. | W 2018 roku zasugerowano, że podgatunkom apuana, reiseri i veluchiensis nadany powinien zostać status osobnego gatunku. Jednakowoż, rozwiązanie to nie zostało przyjęte przez dużą część europejskich herpetologów. |
| Rodzaj Lissotriton                              |                                                                              |                           | | |
| Nazwa                                           | Zdjęcie                                                                      | Kategoria zagrożenia IUCN | Zasięg występowania | Uwagi |
| Lissotriton boscai – traszka portugalska        | Lissotriton boscai                                                           |                           | Zachodnia część Półwyspu Iberyjskiego. Populacje z południowo-zachodniej Portugalii zaliczane są obecnie odrębnego gatunku Lissotriton maltzani. | |
| Lissotriton graecus                             | K.Kalaentzis – Lissotriton graecus                                           |                           | Zachodnia, południowa i południowo-wschodnia część Półwyspu Bałkańskiego (środkowa Chorwacja, Bośnia i Hercegowina, Czarnogóra, południowe Kosowo, Macedonia Północna, Albania, Grecja i Bułgaria). | Do 2009 roku uznawany za podgatunek traszki zwyczajnej (Lissotriton vulgaris). |
| Lissotriton helveticus – traszka helwecka       | Fadenmolch-triturus-helveticus                                               |                           | Północno-zachodnia i południowo-zachodnia Europa. Spotykany w środkowej Portugalii przez północną Hiszpanię, Francję, Wielką Brytanię, Belgię do zachodnich i środkowych Niemiec i Szwajcarii. | |
| Lissotriton italicus – traszka włoska           | Lissotriton italicus                                                         |                           | Środkowa i południowa część Włoch. | |
| Lissotriton lantzi                              | Lissotriton lantzi 2                                                         |                           | Zachodni i środkowy Kaukaz od Noworosyjska na zachodzie, do zachodniego Dagestanu na wschodzie. | Przez część herpetologów uznawany za podgatunek traszki zwyczajnej. |
| Lissotriton maltzani                            | Lissotriton maltzani                                                         |                           | Południowo-zachodnia Portugalia | Od 2020 roku jego status osobnego gatunku jest powszechnie akceptowany. Wcześniej zaliczany do gatunku traszka portugalska. |
| Lissotriton montandoni – traszka karpacka       | Lissotriton montandoni01                                                     |                           | Karpaty – od południowej Polski przez północno-wschodnie Czechy, północną Słowację, zachodnią Ukrainę do północnej i środkowej Rumunii. | |
| Lissotriton schmidtleri                         | Lissotriton schmidtleri male                                                 |                           | Zachodnia Turcja (część azjatycka i europejska), północno-wschodnia Grecja, środkowa część Bułgarii. | Przez część herpetologów uważany za podgatunek traszki zwyczajnej. |
| Lissotriton vulgaris – traszka zwyczajna        | Teichmolch-triturus-vulgaris                                                 |                           | Zachodnia Europa, w tym Francja i Wielka Brytania; środkowa i południowa Skandynawia oraz większość obszarów środkowej i południowo-wschodniej Europy, w tym północne i środkowe Włochy. Poza tym występuje w azjatyckiej części Rosji. | Jest to nominatywny takson kompleksu gatunków (ang. species complex) Lissotriton vulgaris, do którego należy 9 taksonów o randze gatunku i podgatunku, a dokładna pozycja taksonomiczna niektórych z nich nie jest ustalona. |
| Rodzaj Lyciasalamandra                          |                                                                              |                           | | |
| Nazwa                                           | Zdjęcie                                                                      | Kategoria zagrożenia IUCN | Zasięg występowania | Uwagi |
| Lyciasalamandra helverseni                      | Benny Trapp Lyciasalamandra helverseni                                       |                           | Wyłącznie greckie wyspy Kasos, Karpatos i Saria. | W 2004 roku dla L. luschani utworzony został osobny rodzaj Lyciasalamandra (dotychczas zaliczana była do rodzaju Mertensiella) w związku z wynikami badań genetycznych, które wykazały, że rodzaj Mertensiella nie jest taksonem monofiletycznym. Ponadto, w tym samym badaniu 7 podgatunków L. luschani (w tym L. helverseni) podniesionych zostało do rangi osobnego gatunku. |
| Lyciasalamandra luschani                        | K. Kalaentzis – Lyciasalamandra luschani                                     |                           | W Europie jego zasięg obejmuje greckie wyspy Mejisti, Saria oraz Kasos. Poza tym południowo-zachodnia Anatolia od Patary do Finike. | W 2004 roku dla L. luschani utworzony został osobny rodzaj Lyciasalamandra (dotychczas zaliczana była do rodzaju Mertensiella) w związku z wynikami badań genetycznych, które wykazały, że rodzaj Mertensiella nie jest taksonem monofiletycznym. Ponadto, w tym samym badaniu 7 podgatunków L. luschani (w tym L. helverseni) podniesionych zostało do rangi osobnego gatunku. |
| Rodzaj Ommatotriton                             |                                                                              |                           | | |
| Nazwa                                           | Zdjęcie                                                                      | Kategoria zagrożenia IUCN | Zasięg występowania | Uwagi |
| Ommatotriton ophryticus                         | Ommatotriton ophryticus 107151                                               |                           | Zachodni Kaukaz (południowa Rosja i Gruzja, północno-zachodnia Armenia) oraz północna Turcja. | Rodzaj Ommatotriton wydzielony został z rodzaju Triturus w 2005 roku. W tym samym badaniu Ommatotriton ophryticus, dotychczas traktowanemu jako podgatunek traszki wstęgowej (Ommatotriton vittatus) nadany został status odrębnego gatunku. |
| Rodzaj Pleurodeles                              |                                                                              |                           | | |
| Nazwa                                           | Zdjęcie                                                                      | Kategoria zagrożenia IUCN | Zasięg występowania | Uwagi |
| Pleurodeles waltl – traszka Waltla              | Pleorodeles waltl                                                            |                           | Półwysep Iberyjski, oprócz górzystych obszarów na północy. Ponadto, występuje również w Maroku. | Największy płaz ogoniasty Europy. |
| Rodzaj Salamandra                               |                                                                              |                           | | |
| Nazwa                                           | Zdjęcie                                                                      | Kategoria zagrożenia IUCN | Zasięg występowania | Uwagi |
| Salamandra atra – salamandra czarna             | Alpine salamander – Salamandra atra (44566375762)                            |                           | Środkowa i wschodnia część Alp. Odizolowane populacje spotykane również w Górach Dynarskich. Występuje również w Albanii oraz (być może) w Macedonii Północnej. | |
| Salamandra corsica – salamandra korsykańska     | Salamandra corsica                                                           |                           | Wyłącznie francuska wyspa Korsyka. | |
| Salamandra lanzai – salamandra kotyjska         | Salamandra lanzai09                                                          |                           | Wyłącznie Alpy Kotyjskie. | |
| Salamandra salamandra – salamandra plamista     | Salamandra salamandra BM3                                                    |                           | Większość Europy środkowej, zachodniej i południowej. Nie występuje w Wielkiej Brytanii oraz w dużej części Europy północnej i wschodniej. | Gatunek cechujący się dużą zmiennością genetyczną. Możliwe jest, że jeden lub więcej z jego podgatunków (np. S. s. longirostris) stanowi w rzeczywistości osobny gatunek. |
| Rodzaj Salamandrina                             |                                                                              |                           | | |
| Nazwa                                           | Zdjęcie                                                                      | Kategoria zagrożenia IUCN | Zasięg występowania | Uwagi |
| Salamandrina perspicillata                      | Northern spectacled salamander (Salamandrina perspicillata)                  |                           | Apeniny oraz obszary górzyste północno-zachodnich i środkowych Włoch. Na południu jej zasięg dochodzi do Kampanii. | W związku z dużą różnorodnością genetyczną, w 2006 roku salamandra okularowa podzielona została na dwa osobne gatunki – salamandrę okularową występującą w południowej części Półwyspu Apenińskiego i Salamandrina perspicillata spotykaną na północnych obszarach półwyspu. |
| Salamandrina terdigitata – salamandra okularowa | Salamandrina tergiditata 001                                                 |                           | Południowa część Półwyspu Apenińskiego. | W związku z dużą różnorodnością genetyczną, w 2006 roku salamandra okularowa podzielona została na dwa osobne gatunki – salamandrę okularową występującą w południowej części Półwyspu Apenińskiego i Salamandrina perspicillata spotykaną na północnych obszarach półwyspu. |
| Rodzaj Triturus                                 |                                                                              |                           | | |
| Nazwa                                           | Zdjęcie                                                                      | Kategoria zagrożenia IUCN | Zasięg występowania | Uwagi |
| Triturus carnifex – traszka bladoskóra          | Benny Trapp Triturus carnifex                                                |                           | Włoskie Apeniny (na północ od regionu Kalabria), południe Szwajcarii, górzyste obszary Austrii,bardzo niewielki obszar w południowo-wschodnich Niemczech, południowe Czechy, Chorwacja, zachodnia Bośnia i Hercegowinia oraz w Słowenii. Introdukowane populacje występują również w okolicach Genewy, w Portugalii, w Holandii, we Francji oraz w Wielkiej Brytanii. | Populacje z zachodniej Bośni i Hercegowiny, Serbii, Macedonii Północnej, Albanii, północno-wschodniej Bułgarii oraz północno-zachodniej i środkowej Grecji od 2007 roku zaliczane są do gatunku Triturus macedonicus |
| Triturus cristatus – traszka grzebieniasta      | Noerdlicher-Kammmolch-triturus-cristatus                                     |                           | Północno-zachodnia, północna i wschodnia Europa. Spotykana w południowej Skandynawii i w Wielkiej Brytanii. Na południu jej zasięg dochodzi do południowej Francji, Szwajcarii, północnej Austrii, Słowacji, Rumunii oraz północnej Bułgarii. Zasięg często pokrywa się z zasięgiem innych gatunków Triturus, dochodzi do częstego krzyżowania. Zjawisko to jest szczególnie widoczne w środkowej Serbii i północno-zachodniej Bułgarii, gdzie występują cztery blisko spokrewnione gatunki krzyżujące się między sobą oraz w północno-wschodniej Austrii, gdzie spotykane są trzy gatunki Triturus. | |
| Triturus dobrogicus – traszka naddunajska       | Triturus dobrogicus dunai tarajosgőte                                        |                           | Doliny rzeczne Cisy i Dunaju (wschodnia Austria, południowe Czechy, Słowacja, Węgry, północna Chorwacja, północna Serbia, mały obszar Bośni i Hercegowiny, Rumunia, północna Bułgaria, południowa Mołdawia). Odizolowana populacja występuje również w delcie Dniepru na Ukrainie. | |
| Triturus ivanbureschi                           | Triturus ivanbureschi                                                        |                           | Południowo-wschodni Półwysep Bałkański (Bułgaria, wschodnia Grecja, europejska część Turcji, Serbia i Macedonia Północna). | Gatunek ten został w 2013 roku wyodrębniony z taksonu Triturus karelinii. Populacja z północnej Anatolii zaliczna jest obecnie do gatunkuTriturus anatolicus. |
| Triturus karelinii – traszka Karelina           | Triturus karelinii 0615                                                      |                           | Kaukaz, Półwysep Krymski oraz południowe wybrzeże Morza Kaspijskiego. | W 2013 roku natomiast dla populacji bałkańskiej i anatolijskiej utworzono osobny gatunek Triturus ivanbureschi, z którego z kolei w 2016 roku wyodrębniono gatunek T. anatolicus występujący w północnej Anatolii. |
| Triturus macedonicus                            | Benny Trapp Triturus macedonicus Griechenland                                |                           | Południowo-wschodnia Europa od wschodniej Bośni i Hercegowiny, dużej części Serbii, przez Czarnogórę i Albanię do większości Macedonii Północnej oraz zachodnich części Grecji i Bułgarii. | Do 2007 roku uznawany za podgatunek traszki bladoskórej. |
| Triturus marmoratus – traszka marmurkowa        | Triturus marmoratus1                                                         |                           | Od francuskiej rzeki Rodan na wschodzie przez środkową i zachodnią Francję do północno-zachodniej, północnej i północno-wschodniej Hiszpanii oraz północnej Portugalii. | |
| Triturus pygmaeus                               | BennyTrapp Zwerg-Marmormolch Triturus pygmaeus Andalusien Spanien            |                           | Środkowa i południowa Portugalia oraz południowo-zachodnia Hiszpania. Granicę zasięgu pomiędzy traszką marmurkową i T. pygmaeus wyznaczają pasma górskie Sierra de Guadarrama, Sierra de Gredos oraz Sierra de Gata. | |

### Anura – płazy bezogonowe

#### Alytidae –ropuszkowate
Ropuszkowate to stosunkowo niewielkie płazy. W Europie spotykane są gatunki z rodzaju Alytes oraz Discoglossus, który niekiedy zaliczany jest do osobnej rodziny Discoglossidae. Przedstawiciele rodzaju Alytes zasiedlają suche, kamieniste tereny zachodniej Europy, a do rozrodu dochodzi w strumieniach. Podczas kopulacji samiec obwiązuje sznur jaj wokół kończyn tylnych, po czym nosi je oraz nawilża przez pewien czas. Następnie udaje się do zbiornika wodnego, w którym dochodzi do wyklucia się kijanek. Gatunki z rodzaju Discoglossus spotykane są w zachodniej i wschodniej strefie śródziemnomorskiej i zasiedlają bardziej wilgotne obszary niż płazy z rodzaju Alytes. Do preferowanych siedlisk należą m.in. lasy strefy umiarkowanej, obszary charakteryzujące się roślinnością twardolistną, rzeki oraz bagna. Do rozrodu przystępują praktycznie przez cały rok, a odbywa on się np. w rowach.
| Rodzaj Alytes                                   | Rodzaj Alytes                                                                                    | Rodzaj Alytes             | Rodzaj Alytes | Rodzaj Alytes |
| Nazwa                                           | Zdjęcie                                                                                          | Kategoria zagrożenia IUCN | Zasięg występowania | Uwagi |
| ----------------------------------------------- | ------------------------------------------------------------------------------------------------ | ------------------------- | --- | --- |
| Alytes almogavarii                              | Alytes obstetricans almogavarii – male with eggs 2                                               |                           | Południowo-wschodnia Francja i północno-wschodnia Hiszpania. | Do 2020 roku uważany był za podgatunek pętówki babienicy.                                                                   |
| Alytes cisternasii – pętówka iberyjska          | Benny Trapp Alytes cisternasii                                                                   |                           | Południowo-zachodnia i środkowa część Półwyspu Iberyjskiego. Na wschodzie jego zasięg dochodzi do Madrytu, Gór Toledańskich oraz najbardziej wysuniętej na wschód części Sierra Morena. | |
| Alytes dickhilleni                              | Benny Trapp Alytes dickhilleni                                                                   |                           | Stosunkowo niewielki obszar w południowo-wschodnim Półwyspie Iberyjskim – od pasma górskiego Sierra Nevada na południu do Sierra de Alcaraz na północy i północno-zachodniej Murcji na wschodzie. | |
| Alytes muletensis – pętówka balearska           | Alytes muletensis                                                                                |                           | Pasmo górskie Serra de Tramuntana na hiszpańskiej wyspie Majorce. | |
| Alytes obstetricans – pętówka babienica         | Alytes obstetricans 1 MHNT                                                                       |                           | Od północnych części Hiszpanii i Portugalii przez dużą część Francji, południową Belgię, małą część południowo-wschodniej Hiszpanii, Luksemburg do środkowych i środkowo-północnych Niemiec oraz zachodniej i północnej Szwajcarii. Introdukowana do Wielkiej Brytanii. | |
| Rodzaj Discoglossus                             |                                                                                                  |                           | | |
| Nazwa                                           | Zdjęcie                                                                                          | Kategoria zagrożenia IUCN | Zasięg występowania | Uwagi |
| Discoglossus galganoi                           | Discoglossus galganoi rechts                                                                     |                           | Do niedawna uważano, że D. galganoi występuje w całej Portugalii i w zachodniej części Hiszpanii, a od spokrewnionego taksonu D. jeanneae (zasiedlającego południową, wschodnią i północno-wschodnią część Hiszpanii) oddziela go hiszpańska rzeka Gwadalkivir na południu oraz słone jeziora w środkowej części Hiszpanii. Po wykazaniu, że D. jeannae jest w rzeczywistośći podgatunkiem D. galganoi, w skład zasięgu D. galganoi wliczane są również tereny południowej, wschodniej i południowo-wschodniej Hiszpanii. | W związku z brakiem wyraźnej bariery reprodukcyjnej od 2020 roku D. jeanneae uważany jest raczej za podgatunek D. galganoi. |
| Discoglossus jeanneae                           | BennyTrapp Cädiz-Scheibenzüngler bzw Iberischer Scheibenzüngler Discoglossus (galganoi) jeannaea |                           | Do niedawna uważano, że D. galganoi występuje w całej Portugalii i w zachodniej części Hiszpanii, a od spokrewnionego taksonu D. jeanneae (zasiedlającego południową, wschodnią i północno-wschodnią część Hiszpanii) oddziela go hiszpańska rzeka Gwadalkivir na południu oraz słone jeziora w środkowej części Hiszpanii. Po wykazaniu, że D. jeannae jest w rzeczywistośći podgatunkiem D. galganoi, w skład zasięgu D. galganoi wliczane są również tereny południowej, wschodniej i południowo-wschodniej Hiszpanii. | W związku z brakiem wyraźnej bariery reprodukcyjnej od 2020 roku D. jeanneae uważany jest raczej za podgatunek D. galganoi. |
| Discoglossus montalentii – ropuszka korsykańska | Discoglossus montalentii                                                                         |                           | Środkowa część Korsyki. | |
| Discoglossus pictus – ropuszka krągłojęzyczna   | Painted Frog (Discoglossus pictus) (36303295821)                                                 |                           | Naturalnie występuje na Sycylii, Malcie i Gozo. W wyniku introdukcji dokonanej w starożytności obecna również w Katalonii i południowo-zachodniej Francji. Poza Europą spotykana w Afryce Północnej. | |
| Discoglossus sardus – ropuszka tyrreńska        | BennyTrapp Discoglossus sardus                                                                   |                           | Wyspy Morza Tyrreńskiego, takie jak Korsyka, Sardynia, Caprera, Maddalena, Spargi, San Pietro, Asinara, Montecristo, Isola del Giglio oraz Îles d'Hyères. Introdukowana również do francuskiego departamentu Delta Rodanu oraz do toskańskiej miejscowości Monte Argentario. | |

#### Bombinatoridae –kumakowate
Kumakowate są małymi (długość ciała wynosi mniej niż 6 cm), wodnymi płazami cechującymi się trójkątną lub sercowatą źrenicą. Skóra na grzbiecie pokryta jest brodawkami i ma kolor matowy, ułatwiając kamuflowanie się. Brzuch jest jaskrawy, co wskazuje na dużą toksyczność tych płazów. Samice składają 50–300 jaj przyczepianych do wodnej roślinności. W Europie występują wyłącznie przedstawiciele rodzaju Bombina, preferujący nizinne zbiorniki wodne charakteryzujące się bujną roślinnością (kumak nizinny, Bombina bombina) lub okresowe zbiorniki wodne terenów górzystych (kumak górski, Bombina variegata). Kumakowate powszechne są w środkowej i wschodniej Europie, a kumak nizinny i kumak górski krzyżują się na dużym obszarze Europy Środkowej.
| Rodzaj Bombina                   | Rodzaj Bombina                                           | Rodzaj Bombina            | Rodzaj Bombina | Rodzaj Bombina                                                                     |
| Nazwa                            | Zdjęcie                                                  | Kategoria zagrożenia IUCN | Zasięg występowania | Uwagi                                                                              |
| -------------------------------- | -------------------------------------------------------- | ------------------------- | --- | ---------------------------------------------------------------------------------- |
| Bombina bombina – kumak nizinny  | Benny Trapp Bombina bombina Rotbauchunke                 |                           | Duże obszary środkowej, wschodniej i południowo-wschodniej Europy – od Danii, południowej Szwecji oraz północno-wschodnich Niemiec do Uralu, równiny Dunaju i północnego Kaukazu. Poza tym spotykany w Anatolii w Turcji oraz we wschodniej Rosji. |                                                                                    |
| Bombina pachypus – kumak włoski  | Benny Trapp Bombina variegata pachypus                   |                           | Od południowego krańca Półwyspu Apenińskiego przez Apeniny do obszarów na południe od Niziny Padańskiej. | Przez część badaczy kumak włoski traktowany jest jako podgatunek kumaka górskiego. |
| Bombina variegata – kumak górski | Кумка жовточерева типовий представник земноводних Карпат |                           | Duża część Europy Środkowej i Południowej – od środkowej Francji przez południowe Niemcy, północną oraz zachodnią Szwajcarię, Karpaty do Półwyspu Bałkańskiego.                                                                                    | Przez część badaczy kumak włoski traktowany jest jako podgatunek kumaka górskiego. |

#### Bufonidae –ropuchowate
Rodzina ropuchowatych jest bardzo liczna, a jej przedstawiciele występują na wszystkich kontynentach poza Antarktydą. Ropuchowate cechują się poziomą źrenicą, brodawkowatą skórą oraz występowaniem tzw. gruczołów przyusznych zawierających truciznę wydzielaną podczas sytuacji zagrożenia. Ponadto, w przeciwieństwie do dużej części płazów bezogonowych, ropuchowate poruszają się, pełzając i biegając, a nie skacząc. Samice większości gatunków składają sznury jaj, z których wylęgają się kijanki. W Europie bogactwo gatunkowe ropuchowatych jest stosunkowo niewielkie, a ich dokładne pozycje taksonomiczne są tematem sporów. Dwa rodzaje – Bufo oraz Bufotes – rozprzestrzeniły się na całą Europę, a poszczególne gatunki są trudne do odróżnienia. Europejskie ropuchowate to gatunki oportunistyczne występujące w wielu rodzajach siedlisk. Jednakowoż ropucha szara (Bufo bufo) preferuje zazwyczaj stałe, głębokie zbiorniki wodne; inne gatunki są natomiast bardziej odporne na susze i rozmnażają się również w płytkich zbiornikach okresowych. W Europie występują przedstawiciele czterech rodzajów, z czego jeden (Epidalea) jest monotypowy i endemiczny dla Europy, a jeden (Sclerophrys) obcy dla tego kontynentu (niewykluczone jest również, że populacja europejska wyginęła).
| Rodzaj Bufo                                   | Rodzaj Bufo                          | Rodzaj Bufo               | Rodzaj Bufo | Rodzaj Bufo |
| Nazwa                                         | Zdjęcie                              | Kategoria zagrożenia IUCN | Zasięg występowania | Uwagi |
| --------------------------------------------- | ------------------------------------ | ------------------------- | --- | --- |
| Bufo bufo – ropucha szara                     | Bufo bufo 2009 G1                    |                           | Występuje w całej Europie poza zachodnią Francją, Półwyspem Iberyjskim, Irlandią, częściami Skandynawii oraz większością wysp na Morzu Śródziemnomorskim. Poza Europą spotykana w Anatolii oraz we wschodniej Rosji.                                            | Takson nominatywny kompleksu gatunków (ang. Species complex) Bufo bufo. |
| Bufo spinosus                                 | Bufo spinosus 60483430               |                           | Północno-zachodnia Afryka przez Półwysep Iberyjski do południowo-zachodniej Francji. Odizolowana populacja występuje również na brytyjskiej wyspie Jersey. | |
| Bufo verrucosissimus                          | Bufo verrucosissimus Ust'-Labunsk 02 |                           | Kaukaz Południowy – Armenia, Azerbejdżan, Gruzja oraz południowa Rosja. Spotkać go można również w Turcji, Syrii i Libanie. | Traktowany przez niektórych badaczy jako podgatunek ropuchy szarej (Bufo bufo) – B. b. verrucosissimus. Ma to związek z zachodzącymi na siebie zasięgami występowania oraz krzyżowaniem (hybrydyzacją) dwóch taksonów. |
| Rodzaj Bufotes                                |                                      |                           | | |
| Nazwa                                         | Zdjęcie                              | Kategoria zagrożenia IUCN | Zasięg występowania | Uwagi |
| Bufotes balearicus                            | Bufotes balearicus female quadrat    |                           | Duża część Włoch, w tym Sardynia oraz wschodnia Sycylia. Spotykany również na francuskiej wyspie Korsyce oraz na hiszpańskich Balearach (gdzie został najprawdopodobniej introdukowany w epoce brązu).                                                          | Przez niektórych badaczy uznawany za podgatunek ropuchy zielonej, z którą krzyżuje się na południowy wschód od włoskiego jeziora Lago di Garda.                                                                        |
| Bufotes boulengeri                            | Pseudepidalea boulengeri             |                           | W Europie spotykany na Sycylii, Favignanie i Ustice. Płaz ten występuje natomiast głównie w Afryce Północnej. | W Europie spotykany jest podgatunek B. boulengeri siculus (uznawany czasami za osobny gatunek). |
| Bufotes cypriensis                            | Wechselkröte Zypern Akrotiri         |                           | Cypr (głównie północna i północno-wschodnia część). | Do 2019 roku zaliczany do gatunku (lub podgatunku) ropuchy zielonej – (Bufotes viridis sitibundus) Bufotes sitibundus.                                                                                                 |
| Bufotes siculus                               | Bufo siculus Mario Lo Valvo          |                           | Sycylia (oprócz północno-wschodniej części). | Obecnie traktowany raczej jako podgatunek Bufotes boulengeri. |
| Bufotes viridis – ropucha zielona             | Bufo viridis                         |                           | Głównie Europa Wschodnia oraz Półwysep Bałkański – spotykany również w Danii, południowej Szwecji, Niemczech, Austrii. Poza Europą występuje również w Azji Środkowej.                                                                                          | Takson nominatywny kompleksu gatunków (ang. species complex) Bufotes viridis. |
| Rodzaj Epidalea                               |                                      |                           | | |
| Nazwa                                         | Zdjęcie                              | Kategoria zagrożenia IUCN | Zasięg występowania | Uwagi |
| Epidalea calamita – ropucha paskówka          | Bufo calamita 20110425 4             |                           | Półwysep Iberyjski, Francja, Belgia, Holandia, Luksemburg, Niemcy, Dania, południowa Szwecja, północna Szwajcaria, Czechy, północno-zachodnia Słowacja, Polska oraz kraje bałtyckie. Odizolowane populacje występują również w Wielkiej Brytanii oraz Irlandii. | Do niedawna zaliczana do rodzaju Bufo. |
| Rodzaj Sclerophrys                            |                                      |                           | | |
| Nazwa                                         | Zdjęcie                              | Kategoria zagrożenia IUCN | Zasięg występowania | Uwagi |
| Sclerophrys mauritinica – ropucha berberyjska | Bufo mauritanicus02                  |                           | Pierwotnie spotykana jedynie w Afryce Północnej. Na początku XX wieku subpopulacja została introdukowana na południu Hiszpanii, w pobliżu Parque Natural los Alcornocales. Obecnie uważa się natomiast, że populacja ta najprawdopodobniej wyginęła.            | Gatunek obcy dla Europy. |

#### Hylidae –rzekotkowate
Rzekotkowate to nadrzewne płazy spotykane głównie w Ameryce Łacińskiej oraz w Azji. W Europie występują wyłącznie przedstawiciele rodzaju Hyla. Większość europejskich gatunków wygląda bardzo podobnie – charakteryzują się one (zazwyczaj) jednolitym zielonym ubarwieniem, gładką skórą oraz przylgami na palcach stóp i dłoni służącymi do wspinaczki. Wszystkie gatunki oprócz rzekotki sardyńskiej (Hyla sarda) rozmnażają się w nasłonecznionych zbiornikach wodnych cechujących się bujną roślinnością. Podczas stosunkowo długiego okresu godowego płazy te wygrzewają się w słońcu na wysokich krzewach za dnia; w nocy natomiast samce nawołują. W związku z bardzo podobnym wyglądem oraz dźwiękami nawoływania wydawanymi przez samców, przedstawiciele rzekotkowatych mogą zostać rozróżnieni z największą pewnością poprzez zasięg występowania. W strefach kontaktu, jak w przypadku rzekotki drzewnej oraz rzekotki wschodniej (H. orientalis) wzdłuż rzeki Wisły w Polsce oraz rzekotki drzewnej (H. arborea) i Hyla intermedia we Włoszech, gatunki mogą zostać rozróżnione wyłącznie z wykorzystaniem badań genetycznych.
| Rodzaj Hyla                                   | Rodzaj Hyla                          | Rodzaj Hyla               | Rodzaj Hyla | Rodzaj Hyla |
| Nazwa                                         | Zdjęcie                              | Kategoria zagrożenia IUCN | Zasięg występowania | Uwagi |
| --------------------------------------------- | ------------------------------------ | ------------------------- | --- | --- |
| Hyla arborea – rzekotka drzewna               | Hyla arborea, juv 2                  |                           | Północno-zachodnia, środkowa oraz południowo-zachodnia Europa. Zasięg rozciąga się od Francji (poza jej południową częścią) przez Niemcy, Czechy do środkowej Polski. Na południu występuje w Kotlinie Panońskiej przez dużą część wschodniego wybrzeża Morza Adriatyckiego, większość krajów Półwyspu Bałkańskiego do Grecji. Introdukowane populacje występują m.in. w Holandii.                                                             | |
| Hyla intermedia                               | BennyTrapp Hyla intermedia Italien   |                           | Po wyodrębnieniu gatunku Hyla perrini występującego głównie na Nizinie Padańskiej obecny zasięg H. intermedia ogranicza się do obszarów Półwyspu Apenińskiego na południu od Niziny Padańskiej oraz do Sycylii. | |
| Hyla meridionalis – rzekotka śródziemnomorska | Hyla meridionalis MHNT Fronton       |                           | W Europie występuje dysjunkcja zasięgu. Pierwszy obszar występowania to południowy Półwysep Iberyjski głównie na południe od Gór Kastylijskich. Drugi obszar to północno-wschodnia Hiszpania, południowa Francja oraz północno-zachodnie Włochy. Poza tym występuje w Afryce Północnej. | Jest to być może pierwotnie obcy dla Europy gatunek. Wyniki badań genetycznych sugerują, że jego obecność w Europie jest prawdopodobnie konsekwencją introdukcji z Afryki Północnej w czasach prehistorycznych lub w związku ze szlakami handlowymi przebiegającymi przez ten obszar Morza Śródziemnego w starożytności. Nie jest natomiast wykluczone, że kolonizacja południowego Półwyspu Iberyjskiego odbyła się w sposób naturalny. Populacje z Tunezji oraz wschodniej Algierii zaliczane są od 2019 roku do gatunku Hyla carthaginiensis. |
| Hyla molleri                                  | Hyla molleri 01 by-dpc               |                           | Półwysep Iberyjski poza obszarami wysuniętymi najbardziej na południe i wschód. Występuje również w południowo-wschodniej Francji. | Do 2008 roku uznawana za podgatunek rzekotki drzewnej. |
| Hyla orientalis – rzekotka wschodnia          | BennyTrapp Hyla orientalis Bulgarien |                           | Tereny nizinne obszarów europejskich wysuniętych najbardziej na wschód. Spotykana na wschód od Karpat – od wschodniej Polski przez południowo-zachodnią Białoruś, Ukrainę, Rumunię do środkowej i wschodniej Bułgarii oraz europejskiej części Turcji. Występuje również w południowej części Półwyspu Krymskiego oraz na greckich wysepkach w pobliżu Turcji (takich jak np. Rodos). Poza tym spotykana również m.in. w Anatolii oraz Iranie. | Do 2008 roku uznawana za podgatunek rzekotki drzewnej. |
| Hyla perrini                                  | Hyla perrini                         |                           | Od Niziny Padańskiej we Włoszech i kantonu Tessyn w Szwajcarii do Słowenii. | Wyodrębniony z gatunku Hyla intermedia w 2018 roku. Obecnie wciąż uznawany jest niekiedy za podgatunek H. intermedia. |
| Hyla sarda – rzekotka sardyńska               | Hyla sarda (spotted)                 |                           | Wyspy Morza Śródziemnego, takie jak Korsyka, Elba, Cavallo, Sardynia czy Arcipelago della Maddalena. | |
| Hyla savignyi                                 | Beqikê Hêşîn                         |                           | Na obszarze traktowanym w tym artykule jako Europa H. savignyi występuje wyłącznie na Cyprze. Poza tym spotkać go można m.in. w południowo-wschodniej Turcji, Lewancie oraz Półwyspie Arabskim. | |

#### Pelobatidae –grzebiuszkowate
Jest to niewielka rodzina płazów bezogonowych, do której należy jeden rodzaj – Pelobates. Płazy te są stosunkowo duże i dobrze zbudowane, a ich źrenica jest pionowa. Grzebiuszkowate zasiedlają tereny charakteryzujące się występowaniem luźnej gleby, w której często się zakopują (stąd nazwa rodziny), używając do tego masywnego modzela piętowego. Cechują się nocną aktywnością. Do rozrodu dochodzi na wiosnę i ma on miejsce w głębokich zbiornikach wodnych o bujnej roślinności (w przypadku grzebiuszki ziemnej, P. fuscus) lub w okresowych zbiornikach wodnych (tak jak np. grzebiuszka gibraltarska, P. cultipres). Występuje ampleksus pachwinowy, a jaja składane są w nieregularnie ułożonych sznurach. Rodzinę tę cechuje bardzo duży rozmiar kijanek, przekraczający niekiedy 10 cm. W Europie płazy te spotykane są na Półwyspie Iberyjskim oraz w środkowej i wschodniej części kontynentu.
| Rodzaj Pelobates                               | Rodzaj Pelobates                                           | Rodzaj Pelobates          | Rodzaj Pelobates | Rodzaj Pelobates                                            |
| Nazwa                                          | Zdjęcie                                                    | Kategoria zagrożenia IUCN | Zasięg występowania | Uwagi                                                       |
| ---------------------------------------------- | ---------------------------------------------------------- | ------------------------- | --- | ----------------------------------------------------------- |
| Pelobates balcanicus – grzebiuszka bałkańska   | Pelobates syriacus Dojransee (03)                          |                           | Serbia, Rumunia, Macedonia Północna, wschodnia Albania, Bułgaria, Grecja oraz europejska części Turcji. | Do 2019 roku uznawana za podgatunek grzebiuszki syryjskiej. |
| Pelobates cultripes – grzebiuszka gibraltarska | Pelobates cultripes JLH ad                                 |                           | Półwysep Iberyjski (oprócz jego północnej części) oraz tereny wzdłuż wybrzeża Morza Śródziemnego w południowej Francji. Odizolowane populacje występują również wzdłuż wybrzeża Atlantyku na zachodzie Francji.                                                                                            |                                                             |
| Pelobates fuscus – grzebiuszka ziemna          | Knoblauchkroete IMGP4749                                   |                           | Od południowej Szwecji, Danii, Niemcy, wschodniej Holandii i północno-wschodniej Belgii przez dużą część Europy Środkowej i Wschodniej (m.in. Węgry, Polska, Słowenia, Chorwacja, Serbia) do krajów bałtyckich, Białorusi, Ukrainy i zachodniej Rosji na wschodzie oraz do północnej Bułgarii na południu. |                                                             |
| Pelobates syriacus – grzebiuszka syryjska      | Syrische Schaufelkröte                                     |                           | Europejska część Turcji, południowo-wschodnia Bułgaria oraz niektóre greckie wyspy, takie jak Limnos czy Lesbos. Poza Europą występuje w Turcji, Izraelu, Libanie, Syrii i Iranie. |                                                             |
| Pelobates vespertinus                          | Pelobates vespertinus (10.3897-zookeys.859.33634) Figure 3 |                           | Od wschodniej Ukrainy i zachodniej części Rosji do zachodniej Syberii i Kazachstanu. | Do niedawna uznawany za podgatunek grzebiuszki ziemnej.     |

#### Pelodytidae –nurzańcowate
Jest to niewielka rodzina, w której skład wchodzi wyłącznie rodzaj Pelodytes. Płazy te cechują się nocną aktywnością, a podczas okresu godowego nawołują schowane w bujnej roślinności. Nurzańcowate osiągają niewielkie rozmiary, a palce u stóp i dłoni spięte są słabo rozwiniętą błoną pławną. W Europie występują wszyscy przedstawiciele tej rodziny – większość spotykana jest na Półwyspie Iberyjskim i we Francji, a jeden (nurzaniec kaukaski, Pelodytes caucasicus) wzdłuż wschodnich wybrzeży Morza Czarnego.
| Rodzaj Pelodytes                          | Rodzaj Pelodytes                                                                    | Rodzaj Pelodytes          | Rodzaj Pelodytes | Rodzaj Pelodytes |
| Nazwa                                     | Zdjęcie                                                                             | Kategoria zagrożenia IUCN | Zasięg występowania | Uwagi |
| ----------------------------------------- | ----------------------------------------------------------------------------------- | ------------------------- | --- | --- |
| Pelodytes atlanticus                      |                                                                                     |                           | Portugalia, gdzie spotykany jest w jej środkowo-zachodniej części, a także na obszarach nadmorskich – od Faro, Sagres i Przylądka Świętego Wincentego w regionie Algarve do miejscowości Esposende na północy.                                                                 | Do 2017 roku zaliczany do gatunku nurzaniec błotny. |
| Pelodytes caucasicus – nurzaniec kaukaski | Pelodytes caucasicus                                                                |                           | Głównie Kaukaz – występuje w górzystych obszarach rosyjskiego Kraju Krasnodarskiego, Gruzji, małym obszarze Azerbejdżanu oraz północno-wschodniej Anatolii w Turcji. | |
| Pelodytes hespericus                      | Pelodytes hespericus (3)                                                            |                           | Endemit. Występuje wyłącznie w środkowej i wschodniej Hiszpanii od prowincji León i Zamora, Gór Toledańskich i prowincji Ciudad Real na zachodzie. Na południu spotykany jest w północnych częściach prowincji Jaén i Grenada oraz w nadbrzeżnych obszarach prowincji Almería. | Do 2017 roku zaliczany do gatunku nurzaniec błotny. Obecnie w związku z brakiem wyraźnej bariery reprodukcyjnej traktowany jako podgatunek nurzańca błotnego P. punctatus hespericus. |
| Pelodytes ibericus – nurzaniec iberyjski  | Benny Trapp Pelodytes ibericus                                                      |                           | Południowo-wschodnia Portugalia oraz południowa Hiszpania. | |
| Pelodytes punctatus – nurzaniec błotny    | Common Parsley Frog (Pelodytes punctatus), Nord-Pas-de-Calais, France (13904923046) |                           | Północno-wschodnia i wschodnia Hiszpania (populacje te zaliczane są do P. hespericus o niepewnej pozycji taksonomicznej) do północno-wschodniej Andaluzji i Murcji na południu. Poza tym prawie cała Francja oraz mały obszar w północno-zachodnich Włoszech.                  | |

#### Pipidae –grzbietorodowate
Grzbietorodowate to primitywne płazy bezogonowe występujące naturalnie w Ameryce Południowej oraz Afryce Subsaharyjskiej. Płazy te nie posiadają języka, a ich ciało jest spłaszczone. Są to gatunki oportunistyczne, spotykane na wielu rodzajach siedlisk. W Europie występuje wyłącznie platana szponiasta (Xenopus laevis) będąca gatunkiem obcym, introdukowanym przez człowieka. Ma to związek z dużą popularnością tego gatunku jako zwierzęcia akwaryjnego oraz używaniem go w celach naukowych, co zwiększa szanse introdukcji.
| Rodzaj Xenopus                      | Rodzaj Xenopus    | Rodzaj Xenopus            | Rodzaj Xenopus | Rodzaj Xenopus |
| Nazwa                               | Zdjęcie           | Kategoria zagrożenia IUCN | Zasięg występowania | Uwagi |
| ----------------------------------- | ----------------- | ------------------------- | --- | --- |
| Xenopus laevis – platana szponiasta | Xenopus laevis 02 |                           | Naturalny zasięg obejmuje środkową i południową Afrykę. W Europie występuje m.in. w środkowej Francji, Portugalii, Katalonii oraz na Sycylii. | Gatunek inwazyjny, obcy dla Europy. Jest wektorem przenoszącym chytridiomikozę wywoływaną infekcją grzyba Batrachochytrium dendrobatidis. |

#### Ranidae –żabowate
Jest to jedna z największych rodzin płazów bezogonowych występująca na prawie wszystkich kontynentach – z wyjątkiem południowych obszarów Ameryki Południowej, dużej części Australii oraz Antarktyki. Większość gatunków charakteryzuje się gładką, wilgotną skórą oraz smukłymi kończynami używanymi do skakania. W Europie występują trzy rodzaje: Lithobates (zawierający jeden obcy dla Europy gatunek), Pelophylax oraz Rana.
Przedstawiciele rodzaju Pelophylax spotykani są zazwyczaj na terenach nizinnych, a do rozrodu dochodzi przeważnie od kwietnia do lipca. Gatunki te występują bardzo powszechnie i dużo czasu spędzają w dobrze nasłonecznionych zbiornikach wodnych porośniętych bujną roślinnością. Zaobserwowano dużą zmienność wewnątrzgatunkową w rozmiarach ciała. Jest to szczególnie widoczne na południu Europy, gdzie osobniki zasiedlające suchsze tereny są mniejsze i mniej kolorowe niż płazy z innych obszarów. Poszczególne gatunki są bardzo trudne do zidentyfikowania. Jest to związane z dużą zmiennością wewnątrzgatunkową w wyglądzie, a także z krzyżowaniem się różnych gatunków. U żab z rodzaju Pelophylax występuje również tzw. hybrydogeneza (patrz: hybrydogeneza żab zielonych) – rodzaj hybrydyzacji, w której genom jednego z gatunków rodzicielskich eliminowany jest przed mejozą, a do gamet przekazywany jest wyłącznie genom drugiego gatunku rodzicielskiego. Osobniki powstałe wskutek hybrydogenezy nazywane są kleptonami i traktowane jako osobne gatunki (w ich nazwie gatunkowej występuje człon „kl.”). Rozmnażają się poprzez krzyżowanie wsteczne z osobnikami gatunku, którego genom usuwany jest przed mejozą w procesie hybrydogenezy. W identyfikacji poszczególnych gatunków Pelophylax używane są badania genetyczne, a także analiza dźwięków nawoływania wydawanych podczas okresu godowego oraz wyglądu tzw. modzela piętowego mającego często inny kształt i rozmiar u różnych gatunków.
Do rodzaju Rana należy około 50 gatunków spotykanych w regionach charakteryzujących się klimatem umiarkowanym w Ameryce Północnej, Azji i Europie. W przeciwieństwie do żab z rodzaju Pelophylax płazy te preferują chłodniejsze, zacienione siedliska. W Europie wszyscy przedstawiciele rodzaju Rana mają brązowawe ubarwienie i składają jaja w galaretowatych pakietach w wodach stojących lub w strumieniach – w zależności od gatunku. Niektóre gatunki, jak np. żaba trawna (R. temporaria) czy żaba moczarowa (R. arvalis), mają rozległy zasięg i występują na znaczącej części kontynentu, inne, takie jak żaba włoska (R. latastei), występują jedynie na określonych obszarach.
| Rodzaj Lithobates                        | Rodzaj Lithobates                                                                       | Rodzaj Lithobates         | Rodzaj Lithobates | Rodzaj Lithobates |
| Nazwa                                    | Zdjęcie                                                                                 | Kategoria zagrożenia IUCN | Zasięg występowania | Uwagi |
| ---------------------------------------- | --------------------------------------------------------------------------------------- | ------------------------- | --- | --- |
| Lithobates catesbeianus – żaba rycząca   | North-American-bullfrog1                                                                |                           | Naturalnie występuje w środkowych i wschodnich Stanach Zjednoczonych. W Europie introdukowana najpierw do Niziny Padańskiej, obecnie spotykana w kilku krajach europejskich, takich jak Belgia, Włochy, Francja, Niemcy, Hiszpania, Wielka Brytania oraz Grecja. | Największy płaz bezogonowy Europy. Jest natomiast gatunkiem obcym dla tego kontynentu. Płaz ten importowany był do Europy jako zwierzę domowe, ale również w celach kontroli populacji owadów oraz w celach konsumpcyjnych. Obecnie wdrażane są strategie eradykacji żaby ryczącej w Europie.           |
| Rodzaj Pelophylax                        |                                                                                         |                           | | |
| Nazwa                                    | Zdjęcie                                                                                 | Kategoria zagrożenia IUCN | Zasięg występowania | Uwagi |
| Pelophylax bedriagae                     | Bedriaga Frog                                                                           |                           | Głównie kraje wschodniego wybrzeża Morza Srodziemnego. W Europie występuje w Bułgarii i na Rodos. Introdukowane populacje spotykane są również na Malcie i Gozo, w Belgii, Szwajcarii, Sardynii oraz na Cyprze. | |
| Pelophylax bergeri – żaba Bergera        | Benny Trapp Pelophylax cf bergeri                                                       |                           | Francja i Włochy. Spotykana na Korsyce (gdzie została introdukowana) i Sycylii. | Czasami uznawana za podgatunek żaby jeziorkowej. |
| Pelophylax cerigensis                    | Benny Trapp Pelophylax cerigensis                                                       |                           | Wyłącznie dwa strumienie w północnej części greckiej wyspy Karpatos. | Nazywany najbardziej zagrożonym gatunkiem płaza bezogonowego Europy. Nieustalona pozycja taksonomiczna. Traktowany przez niektórych badaczy jak podgatunek Pelophylax bedriagae. |
| Pelophylax cretensis                     | Benny Trapp Pelophylax cretensis                                                        |                           | Wyłącznie grecka wyspa Kreta. | |
| Pelophylax cypriensis                    | Cyprus water frog (Pelophylax cypriensis)                                               |                           | Cypr | Nieustalona pozycja taksonomiczna. Przez niektórych herpetologów populacje P. cypriensis wliczane są do gatunku Pelophylax bedriagae. |
| Pelophylax epeiroticus                   | Benny Trapp Epirusfrosch Pelophylax epeiroticus                                         |                           | Zachodnia Grecja (wzdłuż brzegu Morza Jońskiego) oraz południowo-zachodnia Albania (okręg Saranda). | |
| Pelophylax kl. esculentus – żaba wodna   | Teichfrosch                                                                             |                           | Kraje zachodniej, środkowej i wschodniej Europy. Występuje m.in. w środkowej i północnej Francji, Niemczech, Polsce, zachodniej i środkowej Ukrainie, Rumunii, w północnych Włoszech, Chorwacji oraz Słowenii. | Klepton powstały wskutek hybrydyzacji żaby jeziorkowej oraz żaby śmieszki. Obecnie populacji utrzymywana jest dzięki krzyżowaniu wstecznemu żaby wodnej z jednym z gatunków rodzicielskich (w Europie zachodniej zazwyczaj z żabą jeziorkową, a we wschodniej z żabą śmieszką).                         |
| Pelophylax kl. grafi                     | Benny Trapp Pelophylax kl grafi Grafscher Hybridfrosch                                  |                           | Południowa Francja oraz Katalonia. | Klepton powstały wskutek hybrydyzacji żaby pirenejskiej i żaby śmieszki. Obecnie populacja utrzymywana jest wskutek krzyżowania wstecznego z żabą pirenejską. |
| Pelophylax kl. hispanicus                | Rana ridibunda II                                                                       |                           | Włochy – Półwysep Apeniński oraz Sycylia. | Klepton powstały wskutek hybrydyzacji żaby Bergera i żaby śmieszki. Obecnie populacja utrzymywana jest wskutek krzyżowania wstecznego z żabą Bergera. W związku z niejasną pozycją taksonomiczną żaby Bergera, P. kl. hispanicus nie jest traktowany przez wszystkich herpetologów jako osobny gatunek. |
| Pelophylax kurtmuelleri – żaba bałkańska | BennyTrapp Balkan-Wasserfrosch Pelophylax kurtmuelleri Peloponnes Griechenland          |                           | Naturalnie występuje w dużej części Grecji, Albanii oraz w Bułgarii. Introdukowana m.in. we Włoszech, Szwajcarii oraz Polsce. | Niepewna pozycja taksonomiczna. Traktowana przez część badaczy jako podgatunek żaby śmieszki. |
| Pelophylax lessonae – żaba jeziorkowa    | Kleiner-wasserfrosch-pelophylax-lessonae                                                |                           | Duża część Europy Zachodniej, Środkowej i Wschodniej – od Francji m.in. przez Belgię, Holandię, Niemcy, Czechy, Polskę do Białorusi, Ukrainy, krajów bałtyckich oraz zachodniej Rosji na wschodzie. Na południu zasięg dochodzi do północnej Bułgarii, Serbii oraz Bośni i Hercegowiny. | |
| Pelophylax perezi – żaba pirenejska      | Iberian marsh frog (Pelophylax perezi)                                                  |                           | Półwysep Iberyjski oraz południowo-zachodnia Francja. Introdukowana w Wielkiej Brytanii, na Balearach oraz Wyspach Kanaryjskich. | |
| Pelophylax ridibundus – żaba śmieszka    | Frog 1                                                                                  |                           | Europa północno-zachodnia, północna (oprócz Skandynawii), wschodnia oraz południowo-wschodnia. Zasięg rozciąga się od Francji do zachodniej Rosji. Występuje we wszystkich krajach Półwyspu Bałkańskiego, ale nie spotyka jej się we Włoszech. Introdukowana m.in. do południowej Wielkiej Brytanii. | Takson nominatywny kompleksu gatunków Pelophylax ridibundus. |
| Pelophylax saharicus                     | Grenouille du Sahara -Pelophylax saharicus- Rana saharica. (Djebel El Haouaria Z.I.C.O) |                           | Gatunek naturalnie występujący w północnej Afryce. W 2021 roku opisano populację występującą i rozmnażającą się na południu Francji. | Gatunek obcy dla Europy. |
| Pelophylax shqipericus                   | BennyTrapp Pelophylax shquipericus Montenegro                                           |                           | Zachodnia części Albanii oraz południowa Czarnogóra, wzdłuż linii brzegowej Morza Adriatyckiego. | |
| Rodzaj Rana                              |                                                                                         |                           | | |
| Nazwa                                    | Zdjęcie                                                                                 | Kategoria zagrożenia IUCN | Zasięg występowania | Uwagi |
| Rana arvalis – żaba moczarowa            | Moorfrosch im Naturpark Schremser Hochmoor 2014 06                                      |                           | Europa Północna, Środkowa oraz Wschodnia. Na południu jej zasięg dochodzi do północno-wschodniej Francji, Chorwacji oraz środkowej Rumunii. Poza Europą spotykana we wschodniej Rosji, północnym Kazachstanie oraz małym obszarze północno-zachodniej Mongolii. | |
| Rana dalmatina – żaba dalmatyńska        | Agile frog (Rana dalmatina)                                                             |                           | Europa Środkowa, Zachodnia oraz południowo-wschodnia. Zasięg rozciąga się od Francji oraz małego obszaru północnej Hiszpanii na zachodzie przez południowe i środkowe Niemcy, Włochy, mały obszar południowej Polski do krajów Półwyspu Bałkańskiego na południu. Odizolowane populacje występują również w południowej Skandynawii oraz na brytyjskiej wyspie Jersey. Spotykana również w północno-zachodniej Turcji. | |
| Rana graeca – żaba strumieniowa          | Benny Trapp Griechischer Frosch Rana graeca                                             |                           | Półwysep Bałkański – południowa Chorwacja, Bośnia i Hercegowina, południowo-zachodnia Bułgaria, Serbia, Macedonia Północna, Czarnogóra, Albania oraz część lądowa Grecji (w tym Peloponez). | |
| Rana iberica – żaba hiszpańska           | Rana iberica 10 by-dpc                                                                  |                           | Północna, północno-zachodnia oraz środkowa część Półwyspu Iberyjskiego, w tym Góry Kastylijskie. | |
| Rana italica                             | Rana italica                                                                            |                           | Występuje głównie w Apeninach (oraz innych pagórkowatych regionach Włoch i San Marino). | |
| Rana latastei – żaba włoska              | Rana latastei 4650906                                                                   |                           | Północne Włochy (Nizina Padańska), południowa Szwajcaria (kanton Ticino), zachodnia Słowenia oraz Istria w Chorwacji. | |
| Rana macrocnemis – żaba kaukaska         | Rana macrocnemis near stream-crop                                                       |                           | Kaukaz oraz Azja Mniejsza. | |
| Rana parvipalmata                        | Rana parvipalmata                                                                       |                           | Północno-zachodnia Hiszpania. | Do 2020 roku uważany za podgatunek żaby trawnej. |
| Rana pyrenaica                           | BennyTrapp Rana pyrenaica Pyrenäen Spanien                                              |                           | Mały obszar w Pirenejach Zachodnich – głównie po stronie hiszpańskiej. | |
| Rana temporaria – żaba trawna            | European Common Frog Rana temporaria                                                    |                           | Bardzo rozpowszechniona w większości krajów Europy Północnej, Zachodniej, Środkowej oraz Wschodniej. Zasięg rozciąga się od południowej Francji do Rosji. Nie występuje na dużym obszarze Półwyspu Bałkańskiego oraz Apenińskiego. | |